# 1660 Wood
1660 Wood este un asteroid din centura principală, descoperit pe 7 aprilie 1953, de Jacobus Bruwer.